# Freiroda (Schkeuditz)
Freiroda ist ein Ortsteil der Stadt Schkeuditz im Landkreis Nordsachsen.

## Geografie

Lage von Freiroda östlich des Geländes des Flughafens Leipzig/Halle

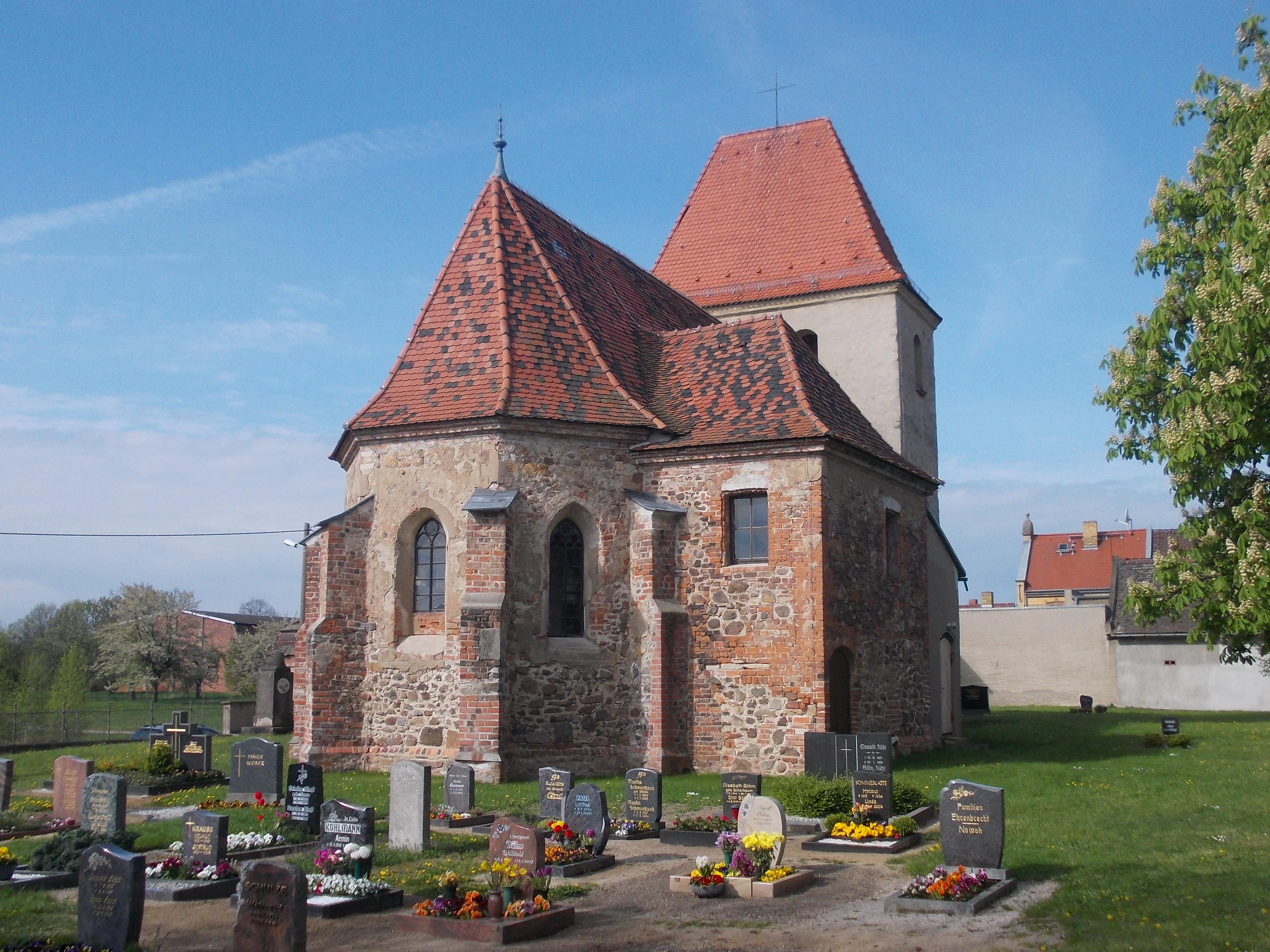
Kirche Freiroda

Freiroda befindet sich in der Leipziger Tieflandsbucht am Nordwestrand von Leipzig. Im Norden und Westen des Orts liegt der Flughafen Leipzig/Halle. Im Süden wird Freiroda von der Bundesautobahn 14 begrenzt.

## Geschichte
Freiroda gehörte bis 1815 zum kursächsischen Amt Delitzsch. Durch die Beschlüsse des Wiener Kongresses kam der Ort zu Preußen und wurde 1816 dem Kreis Delitzsch im Regierungsbezirk Merseburg der Provinz Sachsen zugeteilt, zu dem er bis 1952 gehörte. Im Zuge der Kreisreform in der DDR von 1952 wurde Freiroda dem neu zugeschnittenen Kreis Delitzsch im Bezirk Leipzig zugeteilt, der 1994 im Landkreis Delitzsch aufging.
Am 1. Dezember 1973 wurde Gerbisdorf nach Freiroda eingemeindet. 1994 wurden Freiroda, Radefeld und Wolteritz zur neuen Gemeinde Radefeld zusammengeschlossen. Seit dem 1. Januar 1999 gehört die Gemeinde Radefeld zur in den Landkreis Delitzsch gewechselten Stadt Schkeuditz, wodurch Freiroda seitdem ein Ortsteil der Stadt ist. 

## Kulturdenkmale
In der Liste der Kulturdenkmale in Schkeuditz sind für Freiroda elf Kulturdenkmale aufgeführt.

## Verkehr
Freiroda liegt direkt nordöstlich des Schkeuditzer Kreuzes, dem Schnittpunkt der A 9 (Berlin – München) mit der A 14 (Dresden – Magdeburg). Die Ortslage Freiroda wird im Süden von der A 14 mit der Autobahnanschlussstelle 21 Schkeuditz begrenzt. Nördlich und westlich schließt sich an die Ortslage die Start- und Landebahn Nord des Flughafens Leipzig-Halle an.
Zwischen 1929 und 1970 hatte Freiroda einen Halt an der Delitzscher Kleinbahn.